# Lafystius sturionis
Lafystius sturionis är en kräftdjursart som beskrevs av Henrik Nikolai Krøyer 1842. Enligt Catalogue of Life ingår Lafystius sturionis i släktet Lafystius och familjen Lafystiidae, men enligt Dyntaxa är tillhörigheten istället släktet Lafystius och familjen Lafystidae. Arten är reproducerande i Sverige. Inga underarter finns listade i Catalogue of Life.